# Оскар фон Беніг
Барон Оскар фон Беніг (Бьоніґ) (нім. Oskar Freiherr von Boenigk; 25 серпня 1893, Зігерсдорф — 30 січня 1946, Фюрстенвальде) — німецький льотчик-ас, генерал-майор люфтваффе. Кавалер ордена Pour le Mérite.

## Біографія
До 9 років отримував приватне навчання вдома, у віці від 9 до 11 років навчався в гімназії в Бунцлау. У 11 років вступив до кадетського училище Вальштатта, пізніше навчався у вищому кадетському училище Ліхтерфельда.
22 березня 1912 року отримав звання лейтенанта і був призначений в 11-й гренадерський полк Короля Фрідріха III. На самому початку Першої світової війни був направлений на фронт і вже 22 серпня 1914 був важко поранений в груди в боях під Россиньоло-Тінтіна в Бельгії. Після одужання повернувся в полк в жовтні і в березні 1915 роуц знову поранений. У квітні повернувся на передову і взяв участь в боях біля висот Лоретто і під Аррасом.
У грудні 1915 року перевівся в авіацію і пройшов підготовку в школі спостерігачів в 7-му льотному запасному дивізіоні в Кельні-Бікендорфі. 1 березня 1916 року, не пройшовши підготовку пілота, отримав направлення в 19-ту і 32-гу бомбардувальні ескадрильї зі складу 4-ї бомбардувальної ескадри.
Літаючи з 24 червня 1917 року складі 4-ї винищувальної ескадрильї, здобув 7 перемог. 21 жовтня перейняв командування над 21-ю винищувальною ескадрильєю. До червня 1918 року рахунок перемог не збільшився, зате до кінця вересня їх число досягло 27.
31 серпня перейняв командування 2-ю винищувальною ескадрою, яка у вересні воювала на Сен-Мієльскій ділянці фронту з американцями. Американські літаки були майже повністю знищені: тільки в період з 12 по 18 вересня пілоти ескадри під командуванням фон Беніга збили 81 ворожий літак, втративши при цьому лише 2 своїх. Після війни був членом фрайкору.
Під час Другої світової війни служив у люфтваффе в званні генерал-майора, займаючи здебільшого посади коменданта аеродрому і прилеглих територій. Вийшов у відставку 31 травня 1943 року
У травні 1945 року був узятий радянськими військами в полон. Помер в таборі військовополонених Кечендорф під Фюрстенвальде в Бранденбурзі. Його ім'я нанесено на надгробний камінь на могилі його дружини.

## Звання
- Лейтенант (22 березня 1912)
- Обер-лейтенант (18 серпня 1917)
- Гауптман запасу (31 березня 1920)
- Майор (1 липня 1934)
- Оберст-лейтенант (1 жовтня 1936)
- Оберст  (1 січня 1939)
- Генерал-майор запасу (27 серпня 1939)
- Генерал-майор (1 лютого 1941)

## Нагороди
- Залізний хрест 2-го класу (23 вересня 1914)
- Орден дому Саксен-Ернестіне, лицарський хрест 2-го класу з мечами (16 лютого 1914)
- Нагрудний знак пілота-спостерігача (Пруссія) (24 травня 1916)
- Залізний хрест 1-го класу (29 жовтня 1916)
- Почесний кубок для переможця у повітряному бою (19 серпня 1917)
- Нагрудний знак військового пілота (Пруссія) (19 серпня 1917)
- Орден Альберта (Саксонія), лицарський хрест 2-го класу з мечами (23 березня 1918)
- Королівський орден дому Гогенцоллернів, лицарський хрест з мечами (14 серпня 1918)
- Pour le Mérite (25 жовтня 1918)
- Орден Святого Йоанна (Бранденбург), лицар справедливості
- Почесний хрест ветерана війни з мечами
- Медаль «За вислугу років у Вермахті» 4-го і 3-го класу (12 років)